# 에리크 로니스
에리크 로니스 볼라뇨스(스페인어: Eric Lonnis Bolaños, 1965년 10월 9일 ~)는 코스타리카의 은퇴한 축구 선수이자, 포지션은 골키퍼였다. 그는 지난 2002년 FIFA 월드컵에서 코스타리카 대표팀의 주장으로 출전했었다.

## 경력
- 1993년 CONCACAF 골드컵 국가대표
- 1997년 코파 아메리카 국가대표
- 1998년 CONCACAF 골드컵 국가대표
- 2001년 코파 아메리카 국가대표
- 2002년 CONCACAF 골드컵 국가대표
- 2002년 FIFA 월드컵 국가대표

## 수상
코스타리카
- 1993년 CONCACAF 골드컵 3위
- 2002년 CONCACAF 골드컵 준우승